# Naboje
Naboje (Servisch cyrillisch Набоје) is een plaats in de Servische gemeente Tutin. De plaats telt 218 inwoners (2002).